# Chaussée de Jette
La chaussée de Jette (en néerlandais : Jetsesteenweg) est une rue bruxelloise des communes de Koekelberg, de Molenbeek-Saint-Jean et de Jette.

## Situation
Prolongeant la chaussée de Merchtem (Molenbeek-Saint-Jean) dont elle poursuit la numérotation, elle va, dans sa partie koekelbergeoise,  de la rue Deschampheleer à la Place Reine Astrid de Jette en passant par la rue Houzeau de Lehaie et la rue Montagne aux Anges pour les numéros impairs, et de la rue Saint-Julien à la limite avec la commune de Jette en passant par la rue Émile Sergijsels, la rue de la Sécurité, la rue Herkoliers, le boulevard Léopold II, la rue Léon Fourez, la rue de l'Armistice, la rue De Neck et la rue des Archers pour les numéros pairs.
Sa numérotation impaire va du numéro 91 au numéro 211 pour sa partie koekelbergeoise et du numéro 219 au numéro 289 pour sa partie molenbeekoise, les numéros suivants étant situés sur la commune de Jette. Sa numérotation paire va du numéro 108 au numéro 412 pour sa partie koekelbergeoise, les numéros suivants étant situés sur la commune de Jette.

## Historique
La volonté pour l’abbaye de Dieleghem située à Jette de faciliter ses échanges avec Bruxelles vont faire qu’en 1760 les religieux feront aménager et paver à leurs frais, à partir de la chaussée de Gand et de la rue des Quatre-Vents, la très ancienne chaussée de Jette-Merchtem.
C’est le long de cette voie de communication, en bordure de laquelle se trouvait le moulin de Koekelberg (sur le territoire de Jette), que va se concentrer la population de Koekelberg et que va se développer un village-rue englobant le lieu-dit Le Sabot, au croisement de l’actuel boulevard Léopold II et de la rue de l’Église Sainte-Anne.
Chaussée urbaine dès la fin du XVIIIe siècle, mêlant commerces et artisanat, journaliers et ouvriers de manufactures, elle est mentionnée comme “rue de Jette” en 1801 avant de voir son appellation stabilisée en “chaussée de Jette” vers 1850. À Koekelberg, elle sera parfois désignée comme la “Grand’Rue”. Jusqu’à la Première Guerre mondiale, le nombre des débits de boissons établis dans le bas de sa portion koekelbergeoise ne varie guère : en 1914, entre la rue Deschampheleer et le boulevard Léopold II, on recense pas moins de quarante-cinq cafés-estaminets sur un total de quatre-vingt-deux commerces sur rue, soit approximativement un café une maison sur deux.
La spéculation foncière liée à l’extension du Faubourg de Flandre (Molenbeek-Saint-Jean) au nord-ouest de Bruxelles va se traduire, à partir du milieu du XIXe siècle, par la prolifération de logements ouvriers disposés en impasses ou en “bataillons carrés” tout au long de la partie basse de la chaussée de Jette. Il faudra attendre les années 1920 pour qu’une politique de logement social et d’assainissement des faubourgs fasse disparaître ces logements le plus souvent insalubres.
En 1896, la section qui mène du boulevard Léopold II au centre de Jette sera dotée par la Société générale de chemins de fer économiques – connue sous l’appellation les "Économiques” – d’un tramway à traction hippomobile qui assure la liaison Bourse-Jette Station. La ligne sera électrifiée en 1904. Mais l’étroitesse de la chaussée de Jette obligera alors à doubler celle-ci par l’avenue de Jette, la voie unique de la chaussée de Jette servant dès lors exclusivement au retour vers la Bourse. La ligne sera intégralement établie avenue de Jette à partir de 1928.

## Bâtiments remarquables et lieux de mémoire

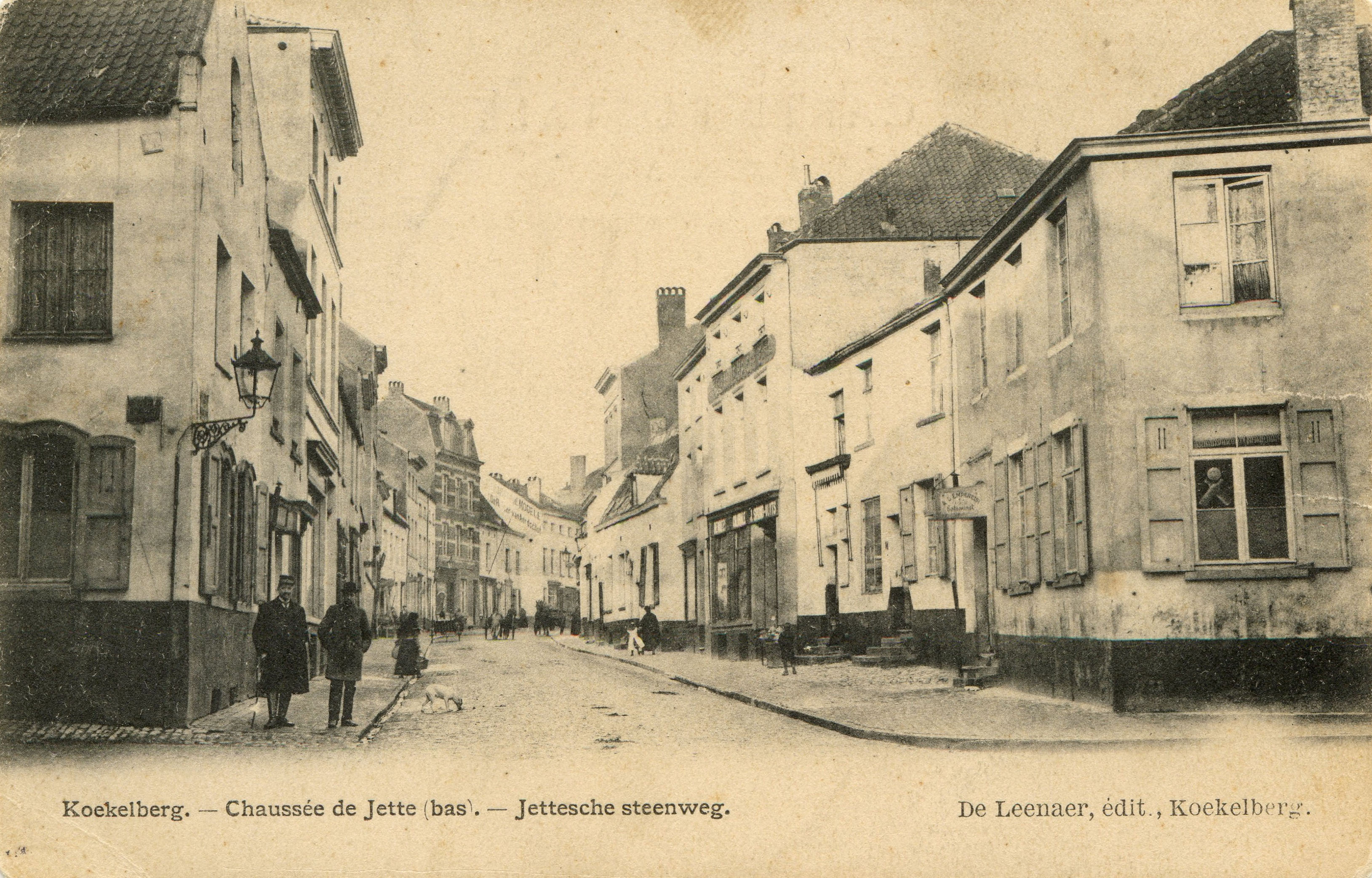
Début de la chaussée de Jette à la rue deschampheleer. Koekelberg. Vers 1900.
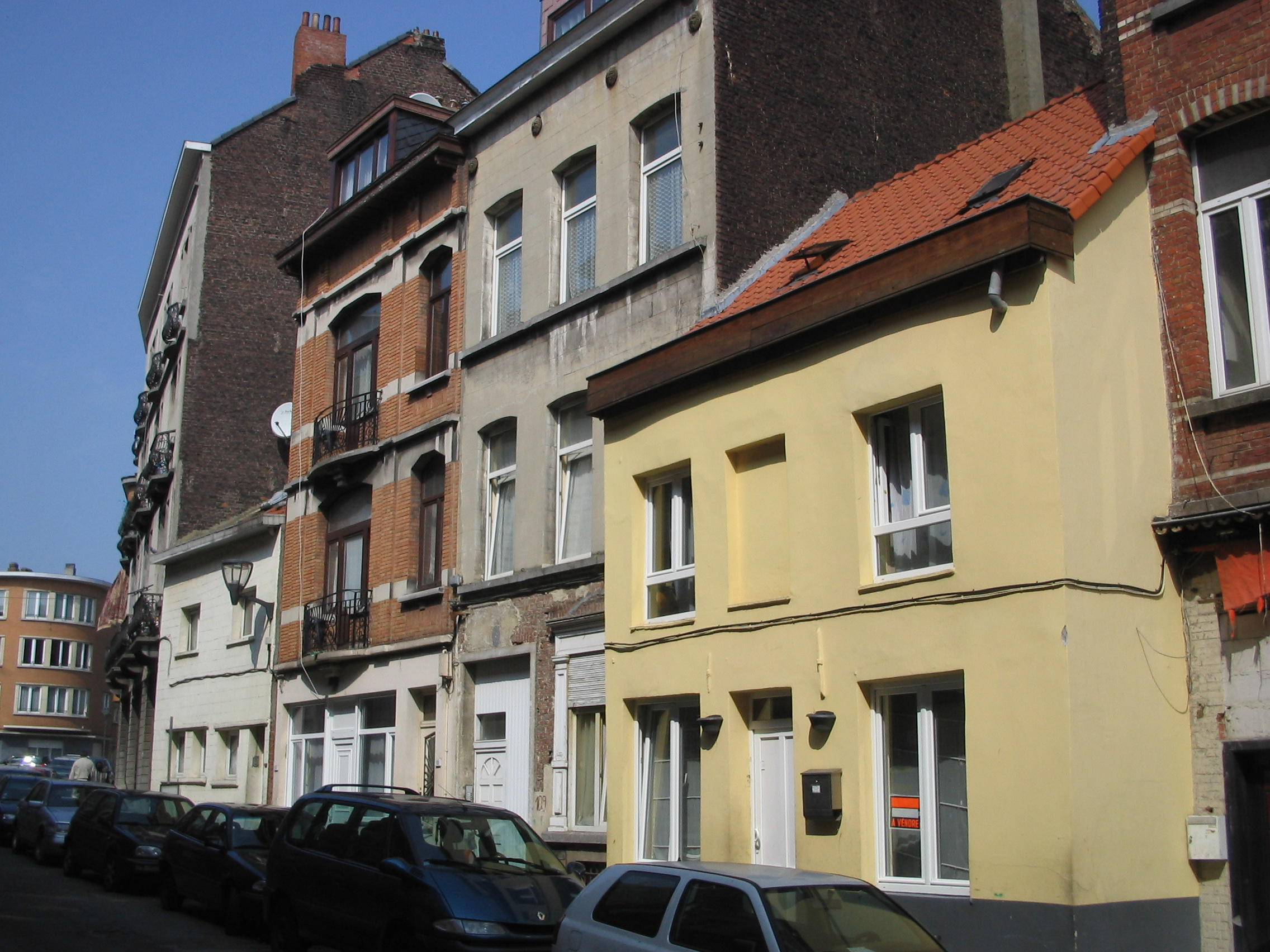
107 à 113 chaussée de Jette. Koekelberg.
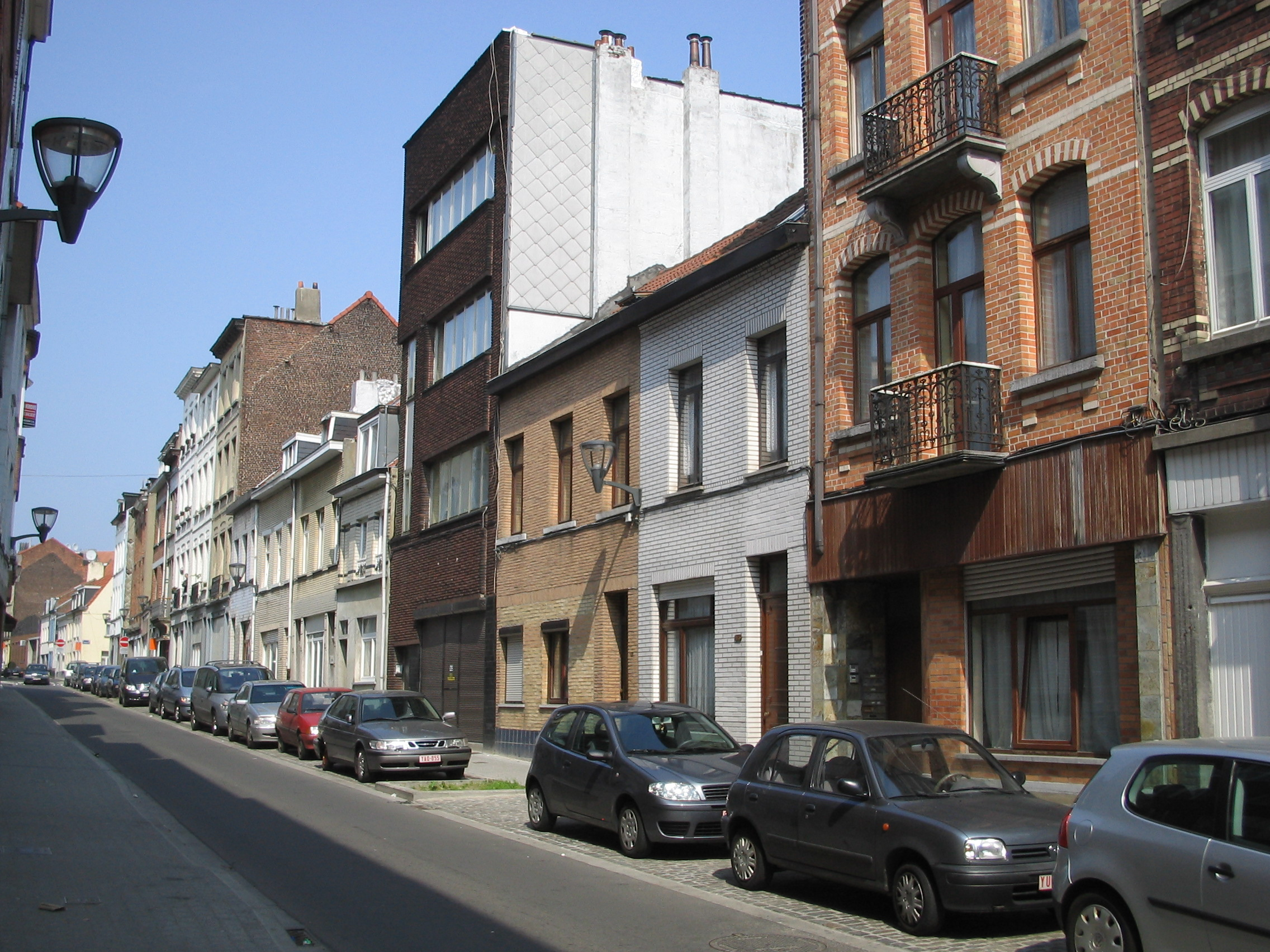
143 à 149 chaussée de Jette. Koekelberg.
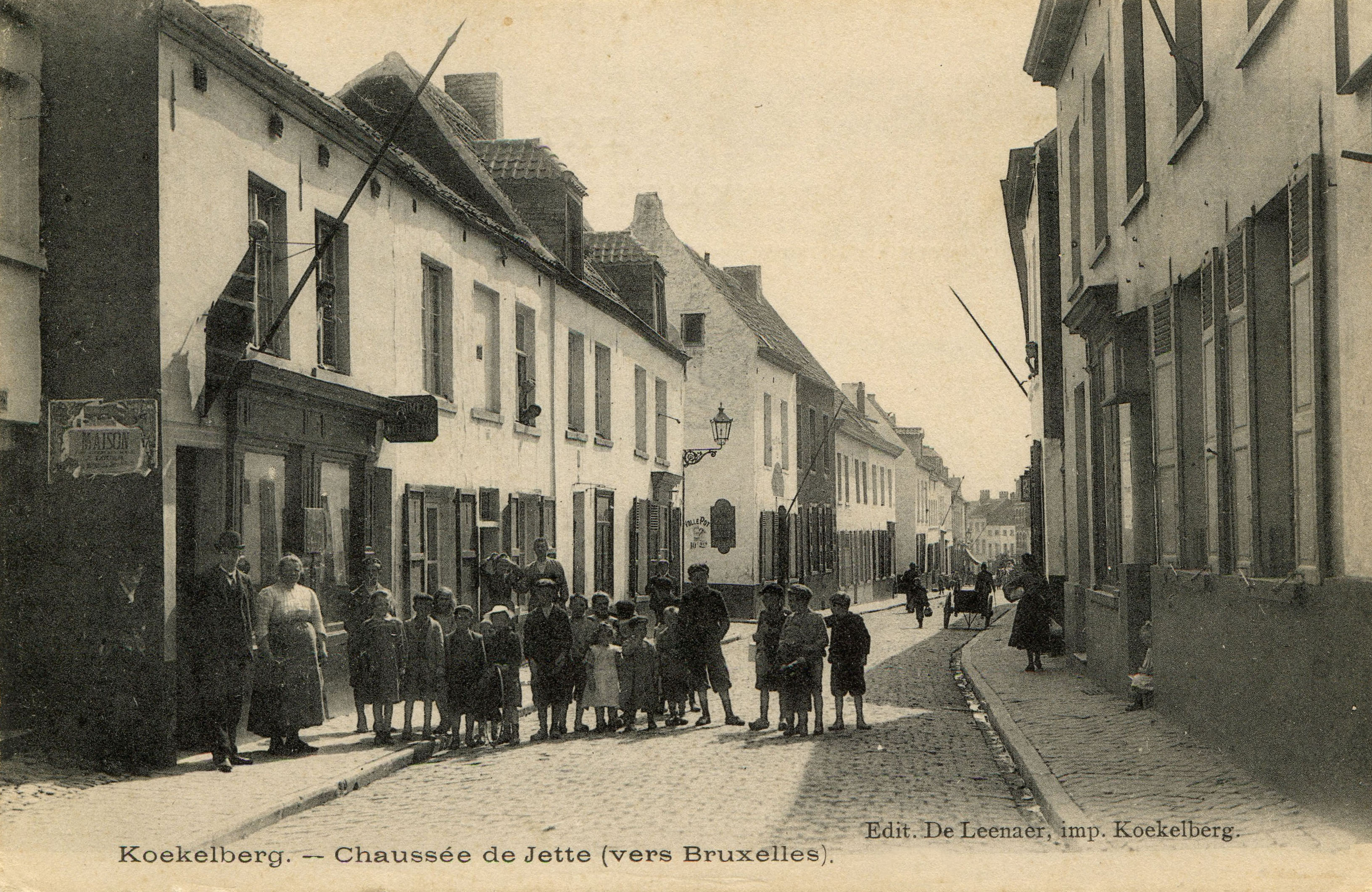
189 chaussée de Jette. Koekelberg. Vers 1900.
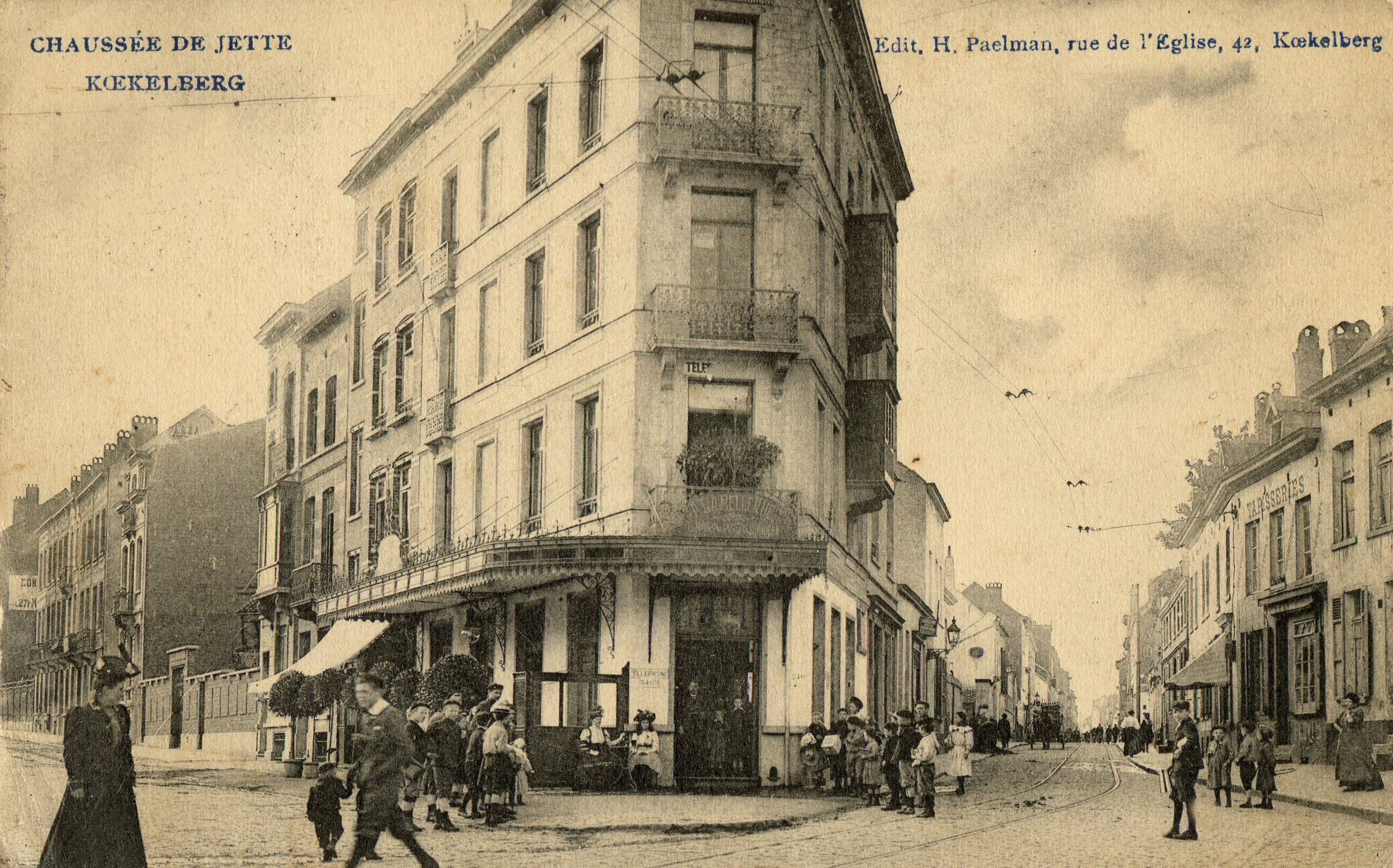
Angle de la chaussée de Jette et du boulevard Léopold II à Koekelberg vers 1910.

- no 91 : L’auberge ”À l’Empereur” (In de Kaiser), aujourd’hui disparue, est mentionnée en 1684 puis en 1834 parmi les cabarets en vue de la région. En 1837, son tenancier Égide Serkeyn offre d’y accueillir l’administration de la section de commune dite “Koekelberg”, avant même que celle-ci devienne, en 1841, commune à part entière. En 1919, le bâtiment sera déclaré en péril et rasé peu après.
- no 107 : La maison en débord d’alignement de la rue est une des rares bâtisses du XIXe siècle ayant échappé aux opérations d’urbanisme. Un café, ouvert au début des années 1910, y fonctionnera jusqu’aux années 1980.
- no 117-119 : Reconstruit en 1913, le bâtiment est conçu comme une forme réduite de “cité industrielle”. Outre les commerces sur rue, une porte cochère permet d’accéder à une parcelle profonde qui accueillera artisans et petites entreprises.
- no 123 : Remanié à plusieurs reprises, le bâtiment actuel succède à l’ancien “cabaret du Duc de Lorraine” (Den Hertogh van Loreynen) cité dès 1672. Mentionné comme l’un des “cabarets les plus charmants” de Koekelberg en 1761[5], l’établissement sera doté, en 1903, d’une salle de théâtre édifiée dans sa partie arrière. Le Théâtre du Duc de Lorraine servira également, jusqu’en 1945, de salle des fêtes, de dancing et de salle de cinéma. Les locaux seront ensuite affectés à un usage industriel.
- no 189 : En 1899, Eugène De Leenaer, installé comme papetier et marchand de tabac, dispose également de sa propre imprimerie-lithographie. Jusqu’en 1927, il éditera plusieurs dizaines de cartes postales de la commune. La maison sur rue n’existe plus.
- no 218 : En 1855, le cabaret “À la Cour des Princes” (Het Prinsenhof) est réputé pour la bière qu’on y sert. Il est mentionné comme comportant “dix-sept tables garnissant une délicieuse terrasse ombragée”[6]. En 1926, le tenancier Philémon Lion y installe une salle de spectacles qui sert aussi de salle de danse. L’établissement cessera son activité en 1942, transformé en studio d’enregistrement par la Fonior SA-Studio Decca. Le studio sera acquis en 1984 par le chanteur Salvatore Adamo puis deviendra le Jet Studio en 1997, connu depuis lors comme “le plus ancien studio d’enregistrement de Belgique”[3].
- no 290 : Depuis 1747, un chemin menait à la vaste propriété qui, vers 1815, deviendra un pensionnat pour jeunes filles de la bourgeoisie. Le château-pensionnat Goussaert accueillera des pensionnaires de différents pays jusqu’en 1888, date à laquelle le bâtiment principal disparaîtra, remplacé par plusieurs maisons bordant le boulevard Léopold II en cours de lotissement. Les sœurs Brontë viendront en visite à l'établissement[7]. Au même numéro 290, mitoyenne du pensionnat, la propriété acquise en 1843 par le sculpteur Eugène Simonis sera, comme la précédente, largement amputée par la tranchée du Chemin de fer de ceinture creusée en 1866 et le percement, en 1869, du boulevard Léopold II. La création, en 1924, de la rue Léon Fourez mettra fin à ce qui restait encore de l’ancienne propriété Simonis.
- no 400 : En 1938, va se développer un complexe industriel comportant trois bâtiments érigés sur deux étages desservis par des coursives. Les bâtiments vont accueillir des ateliers de différents corps de métiers dont certains sont toujours en activité[3].